# Matthias Lust
Matthias Lust (* 27. April 1970 in Heilbronn) ist ein ehemaliger deutscher Fußballspieler und heutiger -trainer. Er wurde während seiner aktiven Spielerkarriere vornehmlich im Mittelfeld und als Außenverteidiger eingesetzt. Seit Sommer 2025 ist er beim Drittligisten SSV Ulm 1846 als Assistent von Robert Lechleiter tätig.

## Sportlicher Werdegang
Lust spielte für die Stuttgarter Kickers und die SpVgg 07 Ludwigsburg, bevor er in der Spielzeit 1990/91 für den Karlsruher SC seine ersten Bundesligaeinsätze absolvierte. 1991/92 spielte er in der 2. Fußball-Bundesliga für den SV Waldhof Mannheim. 1992 wechselte er zum 1. FC Saarbrücken, bei dem er drei Jahre sowohl in der ersten als auch in der zweiten Liga spielte.
Anschließend verpflichtete ihn die SpVgg Unterhaching. Mit den Münchner Vorstädtern stieg er 1999 in die Bundesliga auf. Lust hatte jedoch frühzeitig beim Absteiger VfL Bochum unterschrieben, mit dem er in der Folgesaison erneut aufsteigen konnte. In Bochum war Lust jedoch kein Stammspieler und ging im Winter 2001 zurück nach Unterhaching, wo er bis 2005 spielte. Danach war er bei der SpVgg als Jugendtrainer tätig. Im Oktober 2007 wurde er nach der Entlassung von Werner Lorant zum Co-Trainer der ersten Mannschaft befördert, wobei er Ralph Hasenhüttl assistierte.
Als Ralph Hasenhüttl am 22. Februar 2010 von der SpVgg Unterhaching beurlaubt wurde, übernahm Matthias Lust kurzzeitig den Posten als Chef-Trainer der ersten Mannschaft. Nach der Verpflichtung von Klaus Augenthaler fungierte Lust wieder als Assistenztrainer. Er wurde zusammen mit Klaus Augenthaler und dem damaligen Torwarttrainer Rainer Berg zum Ende der Saison 2010/11 entlassen.
Zur Saison 2015/16 wechselte er zu Dynamo Dresden, wo er als Co- und U19-Trainer agiert. In seiner ersten Saison bei Dresden gelang der Profimannschaft der Wiederaufstieg in die 2. Bundesliga. Mit der U19 stieg Lust im selben Jahr in die A-Junioren-Bundesliga auf; 2017 und 2018 gewann die U19 unter Lust zudem den Sachsenpokal.
Zur Saison 2019/20 wechselte Lust zum VfL Bochum und wurde dort U19-Trainer. Im Juli 2020 verpflichteten die Würzburger Kickers Matthias Lust als Co-Trainer. Im Januar 2021 wurde sein Vertrag bei den Kickers in beidseitigem Einvernehmen aufgelöst. Im gleichen Monat wechselte Lust zum SV Sandhausen, wo er wieder, wie schon in Würzburg, an der Seite von Michael Schiele als Co-Trainer fungierte. Im Februar 2021 wurde Lust zusammen mit Cheftrainer Schiele bei den zum damaligen Zeitpunkt abstiegsbedrohten Sandhäusern freigestellt. Im Juni 2021 wurde Lust von Eintracht Braunschweig verpflichtet – wieder als Co-Trainer von Michael Schiele. Am 14. Februar 2024 gab der 1. FC Kaiserslautern bekannt, dass Lust neuer Co-Trainer von Friedhelm Funkel wird. Der Vertrag lief am 30. Juni 2024 aus und wurde nicht verlängert. Lust war seitdem vereinslos.
Anfang Mai 2025 wurde Lust erneut Co-Trainer von Funkel, der zeitgleich den 1. FC Köln übernommen hatte. Im Saisonendspurt schaffte das Trainerteam den Wiederaufstieg des Klubs in die Bundesliga. Anschließend kam es jedoch zu keiner Weiterbeschäftigung.
Im Juni 2025 schloss sich Lust dem nach dem Abstieg aus der 2. Bundesliga neu aufgestellten Trainerteam des Drittligisten SSV Ulm 1846 rund um Robert Lechleiter an. Gemeinsam waren sie zeitweise bei der SpVgg Unterhaching als Spieler aktiv gewesen bzw. hatte Lechleiter während Lusts Assistenztrainertätigkeit bei den „Vorstädtern“ unter diesem trainiert.

## Statistik
- Bundesliga: 27 Einsätze (1 Tor)
- 2. Bundesliga: 303 Einsätze (30 Tore)
- Regionalliga: 30 Einsätze (3 Tore)